# Bronisława Skwarna
Bronisława Skwarna (ur. 15 kwietnia 1921 w Grudzach, zm. 24 czerwca 2014 w Chąśnie) – księżacka artystka ludowa, hafciarka i poetka. Jedna z najwybitniejszych twórczyń zajmujących się haftem koralikowym.

## Życiorys
Po ślubie ze Stanisławem Skwarnym przeniosła się z rodzinnych Grudz do Chąśna (1942). Małżeństwo prowadziło we wsi 12-hektarowe gospodarstwo rolne. Po śmierci męża w 1981 skupiła się na działalności artystycznej, którą uprawiała wcześniej w młodości pod kierunkiem matki. Tworzyła głównie broszki, serwety, naszyjniki, torebki i igielniki zdobione łowickimi motywami ludowymi. Uprawiała również poezję. Jej wiersze zostały opublikowane w wydawnictwie, którego wydanie dofinansował Łowicki Ośrodek Kultury. 
W 2014 przekazała do Muzeum w Łowiczu zbiór obiektów, które gromadziła u siebie w domu (meble, dewocjonalia, w tym ołtarzyk stołowy z okresu międzywojennego, naczynia, tkaniny, odzież, dokumenty, dyplomy i fotografie). Od 2015 eksponaty te stanowią wyposażenie jednej z chałup w Skansenie w Maurzycach. Ekspozycję przygotowano we współpracy z Centrum Kultury, Turystyki i Promocji Ziemi Łowickiej.

## Nagrody i upamiętnienie
Otrzymała m.in.:
- odznakę honorową „Zasłużony dla Kultury Polskiej” (2009),
- "Gwiozdę" w Alei Gwiozd Łowickich na Starym Rynku w Łowiczu (wrzesień 2012)[1][5].

Tomasz Świątkowski i Katarzyna Słoma (PTTK) nakręcili o niej film dokumentalny. Katarzyna Słoma napisała ponadto publikację "Bronisława Skwarna. Życie i twórczość". 

## Rodzina
Z ośmiorga dzieci, które urodziła, troje zmarło mając kilka miesięcy. 